# 万滩镇
万滩镇，是中华人民共和国河南省郑州市中牟县下辖的一个乡镇级行政单位。

## 行政区划
万滩镇下辖以下地区：
万滩村、永定庄村、孙庄村、娄庄村、台肖村、李显吾村、坡岗李村、董岗村、杨岗村、沙坡池村、七里店村、油坊头村、十里店村、杨桥村、毛庄村、刘砦村、王庄村、关家村、安庄村、杨家村和杜湾村。